# Meteocat
Der katalanische Wetterdienst Servei Meteorològic de Catalunya (SMC), auch kurz Meteocat genannt, ist eine Aktiengesellschaft des Ministeriums für Territorium und Nachhaltigkeit der Generalitat Kataloniens, die für die Verwaltung der meteorologischen Beobachtungs- und Vorhersage-Systeme in Katalonien zuständig ist.
Am 31. März 1921 genehmigte der Ständige Rat des Mancomunitat de Catalunya das Dekret zur Schaffung des Meteorologischen Dienstes von Katalonien, und Eduard Fontserè i Riba wurde zum Direktor ernannt. Die Regierung übernahm die Kosten für Betrieb und Installation, und der Dienst befand sich unter wissenschaftlicher Aufsicht des Instituts für Katalanistik.
Seit 1922 erstellt das SMC eine tägliche Wettervorhersage. Seit 1927 werden die Informationen über das Wetter und die Vorhersage für Katalonien über Ràdio Barcelona übertragen.

## Weblink
- Website Servei Meteorològic de Catalunya